# Спинелли, Альтиеро
Альтиеро Спинелли (итал. Altiero Spinelli; 31 августа 1907, Рим — 23 мая 1986, Рим) — итальянский государственный деятель, один из отцов-основателей Европейского союза, европейский комиссар (1970—1976).

## Биография

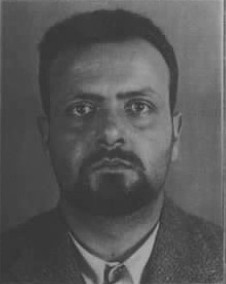
Тюремное фото Спинелли с Вентотене

Родился 31 августа 1907 года в Риме, в юности вступил в Коммунистическую партию, в 1927 году арестован в Милане и приговорён к тюремному заключению. Весной 1937 года переведён в лагерь политзаключённых на острове Понца, где ввиду несогласия с репрессиями сталинского режима в СССР вышел из ИКП.
В июле 1939 года переведён в лагерь на острове Вентотене, в 1941 году вместе с Эрнесто Росси написал работу «За свободную и единую Европу. Проект манифеста» (Per una Europa libera e unita. Progetto d’un manifesto), которая вошла в историю как «манифест Вентотене». В этом политологическом труде соавторы сформулировали идею федерализации Европы как основного пути к избавлению её от будущих войн.
В 1943 году после падения фашистского режима вышел на свободу и основал Европейское федералистское движение, с 1947 по 1963 год являлся его генеральным секретарём. В 1945—1946 годах входил в политический секретариат либерально-социалистической Партии действия, в феврале 1946 года вышел из неё, основав вместе с Уго Ла Мальфа и Ферруччо Парри Движение республиканской демократии (Movimento della Democrazia Repubblicana).
В 1951—1954 годах активно добивался формирования Европейского оборонного сообщества и согласования Ассамблеей Европейского объединения угля и стали статута политического сообщества. Идея оборонного сообщества провалилась, и большинство сторонников евроинтеграции пошло по пути создания сообщества государств, но меньшинство при активном содействии Спинелли продолжало добиваться созыва Конгресса европейского народа. Он также принял участие в создании издательства il Mulino и Института международных отношений, преподавал в болонском филиале университета Джонса Хопкинса.
С 1 июля 1970 по 22 марта 1972 года являлся европейским комиссаром промышленности и торговли в комиссии Мальфатти.
С 22 марта 1972 по 6 января 1973 года — еврокомиссар промышленности и научных исследований в комиссии Мансхольта.
С 6 января 1973 по 13 июля 1976 года — еврокомиссар промышленной и технологической политики в комиссии Ортоли.
С 1976 по 1979 год состоял в Смешанной фракции Палаты депутатов Италии 7-го созыва (с 15 июля 1976 года возглавлял фракцию), с 1979 по 1983 год состоял в группе беспартийных левых Смешанной фракции Палаты 8-го созыва.
С 1976 года до своей смерти 23 мая 1986 года состоял во фракции коммунистов и их союзников Европейского парламента.
Спинелли активно содействовал принятию Европарламентом 14 февраля 1984 года проекта европейской конституции, которая могла стать важным шагом на пути федерализации Европы. Однако, проект не получил одобрения большинства стран — членов Евросоюза и не вступил в силу.

## Личная жизнь
В 1945 году Спинелли женился на Урсуле Хиршманн. У супругов было трое детей (ещё трое детей у Урсулы было от её первого мужа Эудженио Колорни). Дочь, Барбара Спинелли, стала известной журналисткой и евродепутатом (избрана в 2014 году по списку «Другая Европа с Ципрасом»; как и её отец, вошла в левую группу Европарламента).

## Почётные звания
- Почётная докторская степень, Университет Халла, 1984
- Почётная докторская степень посмертно, Павийский университет, 1988.

## Избранные труды
- Dagli Stati sovrani agli Stati Uniti d’Europa (От суверенных государств к Соединённым штатам Европы, 1950);
- Manifesto dei federalisti europei (Манифест европейских федералистов, 1957);
- Il lungo monologo (Длинный монолог, 1968);
- Avventura europea (Европейская авантюра, 1972);
- La mia battaglia per un’Europa diversa (Моя битва за другую Европу, 1979);
- Il progetto europeo (Европейский проект, 1985);
- Discorsi al Parlamento europeo 1976—1978 (Речи в Европейском парламенте 1976—1978, 1986);
- Diario europeo (Европейский дневник, посмертное издание, 1989).